# Mihai Ionescu-Călinești
Mihai Ionescu-Călinești (ur. 5 lutego 1897, zm. ?) – rumuński strzelec. Uczestnik Igrzysk Olimpijskich w 1936 w Berlinie. Na igrzyskach olimpijskich zajął 15. miejsce w strzelaniu z karabinu z 50 metrów.